# KK Bukinje
Košarkaški klub Bukinje, klub iz Bukinja kraj Tuzle. 
Natjecao se u SR BiH u bivšoj Jugoslaviji u zonskoj ligi gdje su se natjecali protiv Jedinstva iz Kalesije, Minerala iz Kozluka, Mladosti iz Diviča, Ferosa iz Srebrenice i dr. U Bukinju su igrali brojni igrači iz Tuzle i okoline. Bili su to zaljubljenici u košarku i majstori beton liga u bivšoj Jugoslaviji. U samostalnoj BiH natjecali su se u županijskoj ligi Županije Soli. Preživjeli su rat u BiH, no u mirnodopsku krizu nisu te je klub ugašen. Dugogodišnji trener bio je Munever Ibradžić iz Tuzle.
Za Bukinje je igrao bivši bh. kadetski reprezentativac Mehmedalija Dragić.